# スタジオ宙
スタジオ宙（-みゅう）は、郡裕美と遠藤敏也が主宰する日本のアトリエ系建築設計事務所。東京都武蔵野市の事務所のほかに、ニューヨークにも事務所を構える。
主宰の郡裕美（1960年-）は、日本の女性建築家で、コロンビア大学准教授。イエール大学講師。愛知県生まれ。1983年、京都府立大学生活科学部住居学科卒業。共同制作、アルテック建築研究所を経て、1991年、スタジオ宙設立。1994年、コロンビア大学大学院建築学修士課程修了。1996年 パーソンズ・スクール・オブ・アート講師 。
遠藤敏也（1961年-）は日本の建築家。静岡県生まれ。1984年、工学院大学工学部建築学科卒業。1984～1989年 一級建築士事務所共同制作勤務。1989～1991年 フリーで設計活動し、1991年スタジオ宙設立に参画。
1996年、OMソーラー地域建築賞最優秀賞。1998年、東京建築士会住宅建築賞。インテリアプランニング賞建築大臣賞。1999年、東京都建築士事務所協会東京建築賞。2001年、千葉県建築文化賞。
ベルリン・プレンスラウアーヘルグ地下貯水場でのインスタレーションDefragmentation/redで、2001年英国The Architectural review賞。
HouseOfShadows（東京都武蔵野市）で、2002年英国The Architectural review賞。
2002年、大阪府街並み賞受賞。
おもな作品に、安雲野の野舞台（1991年・週末住宅）、FlanboFuga（2002年、国分寺市）、国立theα（2001年）、杉並久我山郵便局（1999年）、喫茶エデンの東（1996年、兵庫県）Loopa（1997年、東京都中野区）、Demodel Project６（1997年、三鷹市）、西大路花屋町の長屋（1999年、京都市）、天竜川の家（2000年）、三鷹井の頭郵便局（1996年）、桜はうす今泉（1999年）、株式会社しゅはり本店（1999年）、武蔵野市立テンミリオンハウス（2000年）、吉祥寺本町在宅介護支援センター、BH0711、「O・F」など多数。